# ۱۸۷ (عدد)
۱۸۷ (صد و هشتاد و هفت) یک عدد طبیعی است که بعد از ۱۸۶ و قبل از ۱۸۸ قرار دارد   